# Eunicellidae
Die Eunicellidae sind eine Familie der Achtstrahligen Korallen (Octocorallia), die in flachen bis mäßig tiefen Bereichen des östlichen Atlantiks und des Mittelmeers vorkommt.

## Merkmale
Wie fast alle Oktokorallen bilden die Arten der Familie Eunicellidae Kolonien, die aus vielen Einzelpolypen mit jeweils acht Tentakeln bestehen. Die Kolonien sind aufrecht und mäßig stark zu zwei Seiten (planar) verzweigt. Als Ausnahme unter den gorgonienartigen Oktokorallen besitzen die zwei Gattungen der Eunicellidae in der Regel kein festes Achsenskelett. Wenn es ausnahmsweise vorhanden ist, besteht es aus einer proteinhaltigen Achse mit einem hohlen, kreuzgekammerten Mittelkern. Es gibt keine Form von Mineralisierung. Die Polypen sind monomorph und können sich in das Coenenchym oder in auffällige Polypenkelche, die gleichmäßig über die Zweige verteilt sind, zurückziehen. Die in den Polypen spärlich vorhandenen Sklerite haben die Form höckriger Stäbchen oder Spindeln. Sie sind oft in spitzen Winkeln angeordnet. Im Coenenchym sind die Sklerite Spindeln, Ovale, Doppelköpfe oder Stäbchen. Die Spindeln sind mit markanten Gürteln aus Tuberkeln versehen. Die Arten der Familie Eunicellidae leben in der Regel nicht mit Zooxanthellen in einer Endosymbiose und sind dann ausschließlich auf planktonische Nahrung angewiesen. Eine Symbiose mit Zooxanthelle kommt in Ausnahmefällen vor.

## Gattungen
Zur Familie Eunicellidae gehören zwei Gattungen:
- Complexum van Ofwegen, Aurelle & Sartoretto, 2014
- Eunicella Verrill, 1869